# Bernarda Brčić
Bernarda Brčić est une joueuse de volley-ball croate née le 12 mai 1991 à Osijek. Elle mesure 1,92 m et joue au poste de passeuse. Elle totalise 5 sélections en équipe de Croatie.

## Biographie
Le 1er avril 2023, elle s'incline pour la deuxième fois de suite avec le RC Cannes en finale de la Coupe de France, cette fois face au Béziers Volley (2-3).

## Clubs
| Club                 | De        | À         |
| -------------------- | --------- | --------- |
| ŽOK Rijeka           | 2005-2006 | 2012-2013 |
| Tiboni Urbino        | 2013-2014 | 2013-2014 |
| ES Le Cannet         | 2014-2015 | 2014-2015 |
| Neruda Volley        | 2015-2016 | 2015-2016 |
| CSM Târgoviște       | 2016-2017 | 2016-2017 |
| OK Kostrena          | 2017-2018 | 2017-2018 |
| OK Kamnik            | aou 2018  | dec 2018  |
| Pallavolo Filottrano | jan 2019  | mai 2019  |
| ASPTT Mulhouse       | 2019-2020 | 2019-2020 |
| RC Cannes            | 2020-2021 | en cours  |

## Palmarès

### Sélection nationale
- Jeux méditerranéens (1)
  -  2018.

### Clubs
- Championnat centre-européen (1)
  - Vainqueur : 2009.
  - Troisième : 2010.
- Championnat de Croatie (7)
  - Vainqueur : 2007, 2008, 2009, 2010, 2011, 2012, 2013.
  - Finaliste : 2006.
  - Troisième : 2019.
- Coupe de Croatie (6)
  - Vainqueur : 2006, 2007, 2008, 2009, 2010, 2013.
  - Finaliste : 2011, 2012.
- Championnat de France
  - Finaliste : 2015.
- Coupe de France (1)
  - Vainqueur : 2015.
- Supercoupe de France (1)
  - Vainqueur : 2015.
- Supercoupe de Roumanie (1)
  - Vainqueur : 2016.
- Championnat de Slovénie
  - Finaliste : 2018.
- Coupe de Slovénie
  - Finaliste : 2018.

### Distinctions individuelles
Néant